# Moss Valley
Das Moss Valley (englisch für Moostal) ist ein Tal an der Ingrid-Christensen-Küste des ostantarktischen Prinzessin-Elisabeth-Lands. In den Vestfoldbergen liegt es auf der Südseite eines bislang unbenannten Hügels.
Das Antarctic Names Committee of Australia benannte es nach den hier vertretenen Moosen.